# Алексєєв Євген Венедиктович
Євге́н Венеди́ктович Алексє́єв (нар. 28 вересня 1869 Санкт-Петербург — † 18 жовтня 1930) — український лісознавець.
Його батько був генералом-зброярем. Закінчив Санкт-Петербурзький державний лісотехнічний інститут — вчений лісознавець. Лісовпорядник Біловезької Пущі, професор Київського політехнічного та Київського сільськогосподарського інститутів. Займався дослідженням типології лісів.

## Наукові праці
- Типи українського лісу
- Про основні поняття лісівницької типології
- Лісоводство

## Джерело
- До 100-річя з дня народження [Архівовано 16 жовтня 2014 у Wayback Machine.](рос.)